# Ceroessa
Na mitologia grega, Ceroessa (grego antigo: Κερόεσσα "Keroessa", "a com chifres") foi uma heroína do mito fundamental de Bizâncio. Ela era filha de Io e Zeus; irmã mais velha de Épafo; e mãe de Bizas, fundador de Bizâncio, com seu tio, Poseidon.

## História
Segundo o historiador Hesíquio de Mileto, quando Io estava de passagem pela Trácia, transformada em novilha e sendo perseguida por uma mosca a mando da ciumenta Hera, ela deu à luz uma menina, Ceroessa. O acontecimento se deu nas margens do Chifre de Ouro, junto ao altar da ninfa Semystra.
Segundo o mito, o local de nascimento de Ceroessa é chamado Semystra (hoje distrito de Eyüp), onde os rios Kydaros (hoje córrego Alibeyköy) e Barbyses (hoje córrego Kağıthane) deságuam no mar no final de Chrysokeras (Corno de Ouro ou Haliç). Semystra leva o nome do Altar de Semystra, onde hoje está localizado o túmulo de Eyyub El Ensari, e acredita-se que sua água tenha poderes curativos.
Ceroessa foi criada por Semystra e cresceu destacando-se por sua beleza. A sua união com Poseidon resultou no nascimento de seu filho, Byzas, o fundador de Bizâncio (hoje Sarayburnu, onde o Palácio de Topkapı foi construído). Byzas nomeou o Corno de Ouro (em grego antigo: Χρυσόκερας) em homenagem à sua mãe.
Ceroessa também teve outro filho chamado Strombos, o qual lutou com seu irmão e os bizantinos.
De acordo com Nonnus, o local de nascimento de Ceroessa foi o mesmo de seu irmão Épafo, ou seja, o Egito.